# Androtión
Androtión (Ἀνδροτίων, latinosan: Androtion) (i. e. 4. század) görög szónok, történetíró.
Athéni polgár, Andrón fia. Arisztophón idejében élt, akinek híve volt. A szónoklattant Iszokratésztől tanulta. Bizonyos régebbi időből való adóhátralékok túlságosan is szigorú behajtásával Euktemón és Diodórosz polgárokat arra bírta, hogy amikor az i. e. 356. évi tanács megkoszorúzására índítványt tett, ezért az indítványért mint törvényszegőt perbe fogták. Az ügy részleteit Démoszthenész Androtión elleni beszédeiből ismerjük, amelyeket a szónok Diodórosz számára készített, s amelyek közül az első (Dionüsziosz Halikarnasszeusz szerint) Démoszthenész első, nyilvános ügyben készült beszéde (i. e. 355). Arisztophón visszavonulásakor Androtión is eltávozott Athénből, és Megarában megírta Athén történetét, amely később Arisztotelész számára is forrásul szolgált, s amely i. e. 346-ig dolgozta fel a város történelmét (Harpokratión). A műből csak töredékek maradtak fenn.